# Сусанна Сока
Сусанна Сока (ісп. Susana Soca, *19 липня 1906, Монтевідео — 11 січня 1959, Ріо-де-Жанейро) — уругвайська поетеса, перекладачка, редакторка й видавниця.

## Біографія
З високопоставленої і забезпеченої столичної сім'ї, де постійно бували великі літератори (серед них — Жуль Сюперв'єль). З дитячих років разом з родиною часто жила в Парижі, тут в коло знайомих її батьків в різний час входили Шарко, П'єр Лоті, Анатоль Франс. Сусанна здобула домашню освіту, володіла англійською, французькою, італійською мовами. У 1936 познайомилася з Анрі Мішо і мала з ним короткий бурхливий роман. На прохання Мішо Жизель Фройнд, яка в 1938 зустрілася з Сусанною Сока в книжковій крамниці Адрієнна Моньє, зробила кілька фотографій уругвайської поетеси.
Після Другої світової війни Сусанна Сока вже постійно жила в Парижі. Самостійно вивчила російську, щоб читати Пастернака, листувалася з ним. Дружила з Кокто, Елюаром, Роже Каюа, Нікола де Сталем, її портрет написав Пабло Пікассо. З 1947 випускала літературний журнал «Єдиноріг», де друкувалися письменники усього світу; три перші номери його вийшли в Парижі, з 1953 він видавався в Монтевідео (всього вийшло 12 номерів). Тут публікувалися Жюль Сюпервьель, Моріс Бланшо, Томас Стернз Еліот, Альберто Моравіа, Жан Полан, Сільвіна Окампо , Фелісберто Ернандес, Франсіс Понж, Мішель Леріс, Хорхе Гільен, П'єр Жан Жув, Едвард Морган Форстер, Олексій Ремізов, Рене Шар, Рафаель Альберті, Марія Самбрано та інші.
Крім віршів, Сусанна Сока писала есе про Хуана Інес де ла Крус, Серена К'єркегора, Рільке.
Загинула в авіакатастрофі: літак, на якому вона летіла з Парижа в Монтевідео, щоб побачитися з матір'ю, загорівся при проміжній посадці.
На її смерть відгукнулися Борхес, Мішо, Бергамін, Хорхе Гільєн, Онетті, Чоран, художниця Валентина Гюго та багато інших. Окремими книжками її вірші та проза були опубліковані вже після смерті.

## Публікації
- En un país de la memoria. Montevideo: Edición «La Licorne», 1959
- Noche cerrada. Montevideo: Edición «La Licorne», 1962
- Prosa. Montevideo: Edición «La Licorne», 1966

## Визнання
У 2005 група уругвайських кінорежисерок, об'єднавшись у групу «Дами Єдинорога», зняла про Сусанну Сока документальний фільм. У червні 2006 в Будинку Латинської Америки в Парижі була відкрита приурочена до сторіччя письменниці виставка «Сусанна Сока і її коло очима Жизель Фройнд».